# اختطاف الدراجين الإستونيين 2011
في عام 2011، تم اختطاف سبعة من راكبي الدراجات الإستونيين بعد فترة قصيرة من عبورهم إلى لبنان قادمين من سوريا في 23 آذار عام 2011، ويعتقد أن من اختطفهم كانت عصابة من جنسيات لبنانية وسورية يرأسها الهارب درويش خنجر والذي قام بتسليم المختطفين إلى مجموعة أخرى وهي حركة النهضة والإصلاح بقيادة وائل عباس.
تم إطلاق سراح راكبي الدراجات السبعة في لبنان في تاريخ 14 تموز عام 2011، أي بعد 113 يومًا من أسرهم. وتم بعدها نقلهم في وقت مبكر من صباح اليوم التالي إلى إستونيا، وتم اعتقال وائل عباس من قِبَل قوات الأمن السورية في شهر تشرين الثاني من نفس العام.
في تاريخ 2 شباط عام 2013، تعرض الجيش اللبناني لكمين مسلح في بلدة عرسال شمال شرق البلاد، وقتل خلاله ثلاث ضباط أثناء محاولة اعتقال خالد حميد الذي يُعتقد أنه كان المدبر لعملية الاختطاف، وكان حميد نشطًا في الجيش السوري الحر منذ بداية الحرب الأهلية السورية.

## خلفية الحادثة

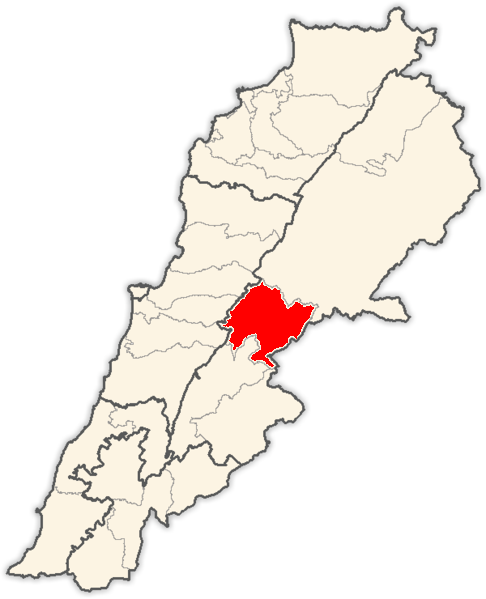
تظهر فوق باللون الأحمر منطقة زحلة في محافظة البقاع في لبنان.

في يوم الثلاثاء الموافق 15 آذار من العام 2011، وصل سبعة من راكبي الدراجات الإستونية إلى بيروت في لبنان وتوجهوا إلى شمال سوريا. بعد ستة أيام، أي يوم الأربعاء الموافق لتاريخ 23 آذار من عام 2011، عبر الدراجون الحدود مرة أخرى إلى لبنان عبر معبر المصنع الحدودي، وتم اختطافهم بعد وقت قصير من قبل رجال مسلحين بالقرب من مدينة زحلة شرق بيروت. أوردت المصادر أن الخاطفين كانوا ملثمين وكانوا يقودون شاحنتين لونهما أبيض وسيارة مرسيدس سوداء دون لوحات ترخيص.
أحد راكبي الدراجات المختطفين كان طبيب أسنان اسمه مارتن ميتسبالو، وآخر كان من هواة ركوب الدراجات واسمه أندريه بوك والثالث كان جان جاجومي وهو مهندس برمجيات حاسوب في الشركة الإستونية للبرمجة Regio. بينما تم التعرف على الرهائن الأربعة المتبقين على أنهم مسئولين إستونيين، وهم ماديس بالوجا وأوجوست تيلو وبريت ريستيك وكاليف كوسار.

## الجهود الدبلوماسية والبحثية
كون وزير الخارجية الإستوني أورماس بيت لجنة أزمات داخلية مؤسسية في تاريخ 23 آذار بغرض تنسيق أنشطة إستونيا فيما يتعلق بالحادث ومن أجل تقديم التحديثات بشكل منظم للرئيس توماس هندريك إيلفس. في تاريخ 24 آذار، عقدت وزارة الشؤون الخارجية الإستونية مؤتمر صحفي أكدت فيه بشكل علني عملية اختطاف سبعة مواطنيين إستونيين كانوا يقودون الدراجات في سوريا بعد ظهر اليوم السابق بعد عبورهم إلى الأراضي اللبنانية. وأعلم وزير الشؤون الخارجية الصحفيين أن إستونيا سترسل دبلوماسيًا خاصًا من أجل العمل مع السلطات المحلية في لبنان.
ركزت قوات الأمن اللبنانية جهودها البحثية في منطقة وادي البقاع والتي تعتبر منطقة معروفة بانعدام فرض القانون والتنافسية بين العشائر من أجل السيطرة على إنتاج وتجارة الحشيش. سارعت بعض وسائل الإعلام في نشر أن الجبهة الشعبية لتحرير فلسطين – القيادة العامة هي من وراء عملية الاختطاف بسبب تاثيرها المهيمن على المنطقة.  وتكهنت بعض الصحف اللبنانية أن عملية الخطف ربما لها علاقة بقيام إسرائيل باختطاف المهندس اللبناني ضرار أبو سيسي في أوكرانيا قبل أسابيع قليلة، ونقلت صحيفة ذا ديلي ستار اللبنانية من مصدر لم يذكر اسمه أن مسؤولي الأمن اللبنانيين كانوا يفكرون في احتمالية أن راكبي الدراجات المختطفين قد تم تهريبهم إلى سوريا، واقترح مصدر آخر حسب الصحيفة أن جماعة سورية موالية مثل فتح الانتفاضة أو منظمة موالية للزعيم الليبي معمر القذافي ربما تكون وراء عملية الاختطاف. وقد قامت الجبهة الشعبية لتحرير فلسطين – القيادة العامة وفتح الانتفاضة بإنكار علاقتهما بعملية الاختطاف.
وصل وزير الخارجية الإستوني أورماس بايت إلى لبنان في وقت مبكر من يوم الإثنين الموافق 28 آذار من أجل إجراء مداولات مباشرة مع السلطات اللبنانية. وصرح بايت بعد اجتماعه مع كبار المسؤولين اللبنانيين بمن فيهم الرئيس ميشال سليمان وقائد القوات المسلحة اللبنانية جان قهوجي أنه لم يتم التمكن بعد من التعرف على هوية المختطفين. وذكرت صحيفة يا لبنان اليومية أن مصادر أمنية ربطت بين عملية الاختطاف وتفجير الكنيسة السريانية الأرثوذكسية في زحلة في تاريخ 27 آذار.

## الاعتقالات والمداهمات وطلب الفدية
في تاريخ 29 آذار، قامت قوات الأمن اللبنانية بناءًا على معلومات حصلت عليها من الاعتقالات التي تمت في وقت سابق من الأسبوع بخصوص عملية الاختطاف بتحديد هوية خاطفي المواطنيين الإستونيين على أنهم عصابة من جنسيات لبنانية وسورية يقودها الهارب درويش خنجر ومعروفة بتورطها بالتهريب وغيرها من الأنشطة الإجرامية. بعد منتصف الليل بفترة قصيرة، اشتبكت قوات الأمن الداخلي اللبنانية مع الخاطفين في عدة مواقع بالقرب من مجدل عنجر، وأصيب فرد من القوات بجروح خلال المعركة المسلحة مع الخاطفين وتم نقله إلى مستشفى في بيروت. في وقت متأخر من اليوم الموافق لتاريخ 30 آذار، أعلنت جماعة غامضة تسمي نفسها حركة النهضة والإصلاح بقيادة وائل عباس مسؤوليتها عن الاختطاف، وأرفقت نسخ لثلاث بطاقات هوية تعود لراكبي الدراجات الإستونيين ببريد إلكتروني أُرسل إلى lebanonfiles.com، وأضافت الجماعة أن الإستونيين بحالة جيدة وأنها ستحدد مطالبها في وقت لاحق. وبين 30 و31 من شهر آذار، أعلنت قوات الأمن اللبنانية أنها على بعد ساعات من حل الأزمة وكانت متفائلة أن النهاية ستكون سعيدة. نقل مصدر قوله أن الخاطفين تم توظيفهم من قبل أطراف أجنبية، وأشار موقع lebanonfiles.com في تاريخ 6 نيسان أنه تلقى رسالة إلكترونية من حركة النهضة والإصلاح تطالب بفدية قيمتها مبلغ مالي غير محدد. رفض رئيس الوزراء الإستوني أندروس أنسيب الفدية بشكل قاطع قائلاً أن «الدول لا تتفاوض مع الإرهابيين» و «سنفعل جلّ ما بوسعنا من قلوبنا، ولكننا بدفعنا للفدية سنجعل لجميع الإستونيين المسافرين في المناطق الخطيرة بطاقة سعر».
صرح قائد قوات الأمن الداخلي اللبناني اللواء أشرف ريفي لصحيفة السفير اللبنانية أن مجموعتين كانتا على صلة بالحادثة، حيث قامت إحداهما باختطاف راكبي الدراجات الإستونيين وقامت أخرى بنقل الرهائن إلى مكان آخر. واتهم سمير جعجع زعيم حزب القوات اللبنانية سوريا بالوقوف وراء عملية الاختطاف، وقال أن الإستونيين من المحتمل أنه تم احتجازهم في سوريا.
وجه المدعي العسكري اللبناني صقر صقر تهم رسمية لأحد عشر شخصًا في تاريخ 8 نيسان بتورطهم في عملية الاختطاف وإطلاق النار على قوات الأمن اللبنانية.
في تاريخ 19 نيسان، نشر مستخدم تحت اسم "thekidnaper2011" مقطع فيديو على يوتيوب ظهر فيه راكبي الدراجات السبعة يطلبون المساعدة. بعد ذلك، تمكنت وزارة الخارجية الإستونية من تأكيد أن الفيديو تم تحميله من مدينة دمشق، وقام خبير الاستخبارات فريد بيرتون من ستراتفور بتحليل الفيديو واعتباره «علامة جيدة من منظور مكافحة الإرهاب»، ولكنه علق أيضًا أن لغة جسد الرهائن تظهر أن الفيديو تم تصويره بالإكراه أو تحت تهديد السلاح. ظهر فيديو ثانِ على الإنترنت بعد شهر يطهر راكبي الدراجات الإستونيين السبعة مرة أخرى وهم يطلبون المساعدة من بلدان مختلفة. وكشفت متحدثة باسم وزارة الخارجية الإستونية لوكالة فرانس برس أنه تم استلام فيديو ثالث للرهائن في منتصف شهر حزيران وتم توزيعه في وقت لاحق على أقاربهم. وعلى عكس الفيديو الأول والثاني، فقد أظهر الفيديو الثالث أنه تم فصل الرهائن المحتجزين إلى ثلاث مجموعات صغيرة.

## عملية إطلاق السراح
في تاريخ 14 تموز من العام 2011، تم إطلاق سراح راكبي الدراجات السبعة من قبل خاطفيهم، وقام مفوضين فرنسيين باصطحابهم إلى السفارة الفرنسية في بيروت. ووفقًا لوزير الداخلية اللبناني مروان سربل، فقد كان الإستونيين بصحة جيدة ولكنهم عانوا من نقص الوزن. وصل وزير خارجية إستونيا إلى بيروت في وقت لاحق من اليوم ورافق راكبي الدراجات إلى إستونيا، وأكد مصدر مقرب من الوزير شربل أنه لم يتم دفع أي فدية لضمان إطلاق سراح الرهائن.
ذكرت خدمة أخبار البلطيق أن راكبي الدراجات الإستونيين كانوا محتجزين في سوريا لبعض الوقت. ووصف المُختطفين خاطفيهم على أنهم ثمانية إسلاميين متطرفيين مسلحين ببنادق الكلاشنكوف، وطالبوهم في إحدى المرات بمعرفة ما إذا كان الإستونيين يهودًا أم من الدنمارك، وكانوا يضغطون عليهم لاعتناق الإسلام.

## ما بعد الحادثة
في شهر أيلول من العام 2011، قُتل إثنين من مساعدي وائل عباس الذي يُعتقد أنه العقل المدبر لعملية الاختطاف على أيدي قوات الأمن الداخلي اللبنانية بالقرب من البيرة جنوبي غرب لبنان، وتم القبض على عباس في شهر تشرين الثاني من قبل قوات الأمن السورية.
في شهر نيسان من العام 2012، وجهت محكمة لبنانية عسكرية التُهم إلى 29 مُشتبهًا به من بينهم مواطن سوري بخصوص عملية الاختطاف. تم اتهام 26 من أصل 29 باختطاف خاطفي الدراجات وتأسيس علاقات مع فتح الإسلام وإطلاق النار على الشرطة وقتل أحد أفراد الأمن الداخلي وتفجير متاجر لبيع الخمور وتخريب الآثار المسيحية بالإضافة إلى جرائم أخرى. وطلب القاضي إصدار حكم الإعدام بحق 26 منهم. وفي ذلك الوقت، كان تسعة فقط من المشتبه منهم رهن الاحتجاز، ووافقت سوريا في شهر أيار على تسليم عدد من الأشخاص للاشتباه في تورطهم في عملية الاختطاف.

## روابط خارجية
- Estonian Ministry of Foreign Affairs
- 31.03.2011, Estonian Foreign Ministry announcement No. 106-E, four of seven criminals are in custody
- petition in favor af the seven abducted Estonian cyclists - Dutch version
- petition in favor af the seven abducted Estonian cyclists - English version[وصلة مكسورة]
- Sign Petition!
- Video: Röövitud jalgratturite video tekitab lähedastes ahastust. Eesti Ekspress, 21. April 2011
- 14.07.2011 Liibanonis röövitud eestlased on vabastatud (AK video)